# Grande Prêmio da Suécia de 1974
Resultados do Grande Prêmio da Suécia de Fórmula 1 realizado em Anderstorp em 9 de junho de 1974. Sétima etapa da temporada, nele Jody Scheckter passou à história como o primeiro sul-africano a vencer na categoria com Patrick Depailler em segundo numa dobradinha da Tyrrell-Ford com James Hunt em terceiro pela Hesketh-Ford.

## Resumo
Com o sexto lugar obtido neste GP, Graham Hill marcou seu último ponto na categoria, que também foi o primeiro de sua equipe, a Embassy Hill.
Única pole position na carreira de Patrick Depailler.
Única prova disputada por Bertil Roos.

## Classificação da prova
| Pos. | Nº | Piloto               | Construtor        | Voltas | Tempo/Diferença          | Grid | Pontos     |
| ---- | -- | -------------------- | ----------------- | ------ | ------------------------ | ---- | ---------- |
| 1    | 3  | Jody Scheckter       | Tyrrell-Ford      | 80     | 1:58:31.391              | 2    | 9          |
| 2    | 4  | Patrick Depailler    | Tyrrell-Ford      | 80     | + 0.380                  | 1    | 6          |
| 3    | 24 | James Hunt           | Hesketh-Ford      | 80     | + 3.325                  | 6    | 4          |
| 4    | 5  | Emerson Fittipaldi   | McLaren-Ford      | 80     | + 53.507                 | 9    | 3          |
| 5    | 17 | Jean-Pierre Jarier   | Shadow-Ford       | 80     | + 1:16.403               | 8    | 2          |
| 6    | 26 | Graham Hill          | Lola-Ford         | 79     | + 1 volta                | 15   | 1          |
| 7    | 27 | Guy Edwards          | Lola-Ford         | 79     | + 1 volta                | 18   |            |
| 8    | 21 | Tom Belsø            | Iso-Marlboro-Ford | 79     | + 1 volta                | 21   |            |
| 9    | 8  | Rikky von Opel       | Brabham-Ford      | 79     | + 1 volta                | 20   |            |
| 10   | 10 | Vittorio Brambilla   | March-Ford        | 78     | Motor                    | 17   |            |
| 11   | 28 | John Watson          | Brabham-Ford      | 77     | + 3 voltas               | 14   |            |
| DSQ  | 22 | Vern Schuppan        | Ensign-Ford       | 77     | Queimou a largada        | 26   |            |
| Ret  | 12 | Niki Lauda           | Ferrari           | 70     | Câmbio                   | 3    |            |
| Ret  | 9  | Reine Wisell         | March-Ford        | 59     | Suspensão                | 16   |            |
| Ret  | 6  | Denny Hulme          | McLaren-Ford      | 56     | Suspensão                | 12   |            |
| Ret  | 19 | Jochen Mass          | Surtees-Ford      | 53     | Suspensão                | 22   |            |
| Ret  | 7  | Carlos Reutemann     | Brabham-Ford      | 30     | Vazamento de óleo        | 10   |            |
| Ret  | 2  | Jacky Ickx           | Lotus-Ford        | 27     | Motor                    | 7    |            |
| Ret  | 11 | Clay Regazzoni       | Ferrari           | 24     | Câmbio                   | 4    |            |
| Ret  | 18 | José Carlos Pace     | Surtees-Ford      | 15     | Handling                 | 24   |            |
| Ret  | 1  | Ronnie Peterson      | Lotus-Ford        | 8      | Semieixo                 | 5    |            |
| Ret  | 23 | Leo Kinnunen         | Surtees-Ford      | 8      | Motor                    | 25   |            |
| Ret  | 33 | Mike Hailwood        | McLaren-Ford      | 5      | Vazamento de combustível | 11   |            |
| Ret  | 14 | Jean-Pierre Beltoise | BRM               | 3      | Motor                    | 13   |            |
| Ret  | 16 | Bertil Roos          | Shadow-Ford       | 2      | Câmbio                   | 23   |            |
| Ret  | 15 | Henri Pescarolo      | BRM               | 0      | Incêndio                 | 19   |            |
| DNS  | 20 | Richard Robarts      | Iso-Marlboro-Ford |        | Carro entregue a Belsø   |      | [ nota 2 ] |
| DNS  | 20 | Arturo Merzario      | Iso-Marlboro-Ford |        | Piloto machucado         |      |            |

## Tabela do campeonato após a corrida
| Pos. | Piloto             | Pontos |
| ---- | ------------------ | ------ |
| 1    | Emerson Fittipaldi | 27     |
| 2    | Clay Regazzoni     | 22     |
| 3    | Niki Lauda         | 21     |
| 4    | Jody Scheckter     | 21     |
| 5    | Denny Hulme        | 11     |

| Pos. | Construtor   | Pontos |
| ---- | ------------ | ------ |
| 1    | McLaren-Ford | 40     |
| 2    | Ferrari      | 30     |
| 3    | Tyrrell-Ford | 25     |
| 4    | Lotus-Ford   | 13     |
| 5    | Brabham-Ford | 10     |

- Nota: Somente as primeiras cinco posições estão listadas. Em 1974 os pilotos computariam sete resultados nas oito primeiras corridas do ano e seis nas últimas sete. Neste ponto esclarecemos: na tabela dos construtores figurava somente o melhor colocado dentre os carros do mesmo time.